# 謝天性
謝天性（1933年2月8日—2007年1月27日），高雄楠梓人，台灣運動員，是一位三棲國手，多次當選排球國手，1958年東京亞運會是排球國手兼田徑（標槍）國手、1960年羅馬奧運會是籃球國手、1964年東京奧運會他是田徑隊教練。對台灣排球的成就與貢獻尤其重要，並成立謝天性排球發展基金會。於2007年1月27日在奇美醫院過世，享壽74歲。

## 外部連結
- 行政院體委會數位博物館[永久]
- 台灣世紀體育名人傳：三棲國手－謝天性（页面存档备份，存于）